# Ester (Bibel)

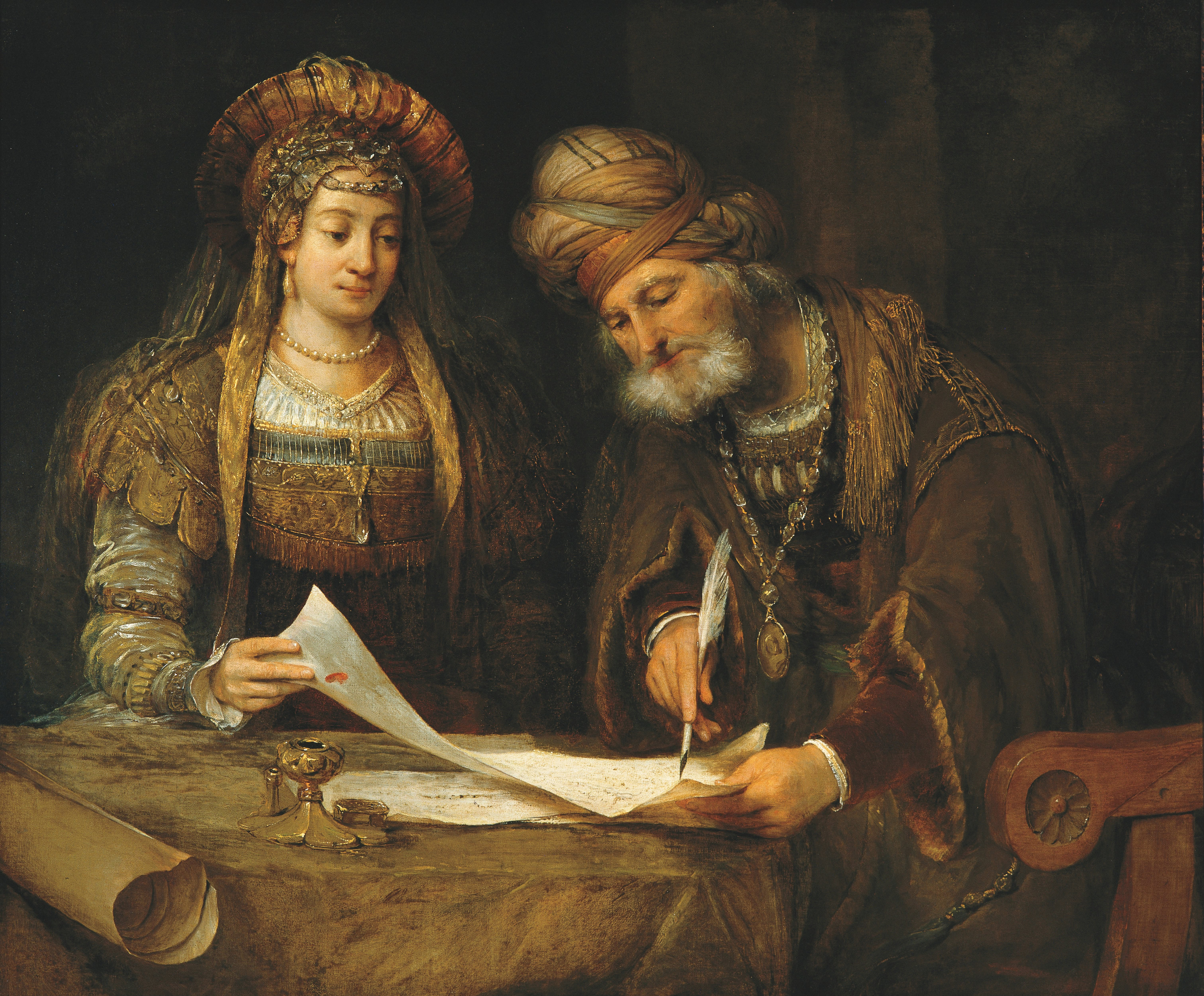
Esther und Mordechai schreiben den ersten Purimbrief, Gemälde des niederländischen Malers Aert de Gelder (1675).

Königin Ester (hebräisch: אֶסְתֵּר, ’Ester, deutsche Schreibweise auch Esther) ist die – historisch nicht bezeugte – Hauptfigur im alttestamentlichen Buch Ester. Die jüdische Frau mit dem hebräischen Namen Hadassa (hebr. „Myrte, Myrthenstrauch“) lebte dem Buch zufolge im 5. Jahrhundert v. Chr. zur Zeit der babylonischen Gefangenschaft der Juden in Mesopotamien. Dieser biblischen Erzählung nach lebte sie nach dem Tod ihres Vaters Abihajil mit ihrem Cousin und Oheim Mordechai aus dem Stamm Benjamin in Susa, der Verwaltungshauptstadt des Perserreiches und Winterresidenz der Könige im Süden und wurde dank ihrer Schönheit vom Perserkönig Ahasveros (gleichgesetzt mit Xerxes I., 486–65 v. Chr.) zur Hauptfrau erwählt, nachdem er seine ungehorsame Frau Waschti verstoßen hatte. Im Buche Esther wird erzählt, Mordechai habe sich geweigert vor dem Großwesir Haman als höchstem Regierungsbeamten des Königs niederzuknien. Haman versuchte daraufhin aus Kränkung und Rache, alle Juden in den Landen des Königs zu verderben, besonders aber die Tötung von Mordechai. Ester erfuhr von diesen Plänen und bat bei dem König für die Rettung der Juden und brachte es dahin, dass Haman selbst an dem hohen Galgen samt seiner zehn Söhne erhängt wurde, den er bereits für Mordechai hatte aufrichten lassen. 
Königin Ester und Mordechai erließen im Namen des Königs ein Dekret, das die Juden ermächtigte, an einem gewissen Tage ihre Feinde zu töten. Es heißt, sie hätten 75.000 Männer getötet. Der genaue Zeitpunkt, der 13. Adar, wurde durch das Los bestimmt. Zum Andenken an die erwähnte Begebenheit feiern die Juden am 14. und 15. des Monats Adar das Hamansfest oder Purim. Purim (Plural von hebräisch pur) bedeutet „Lose“.

## Historie

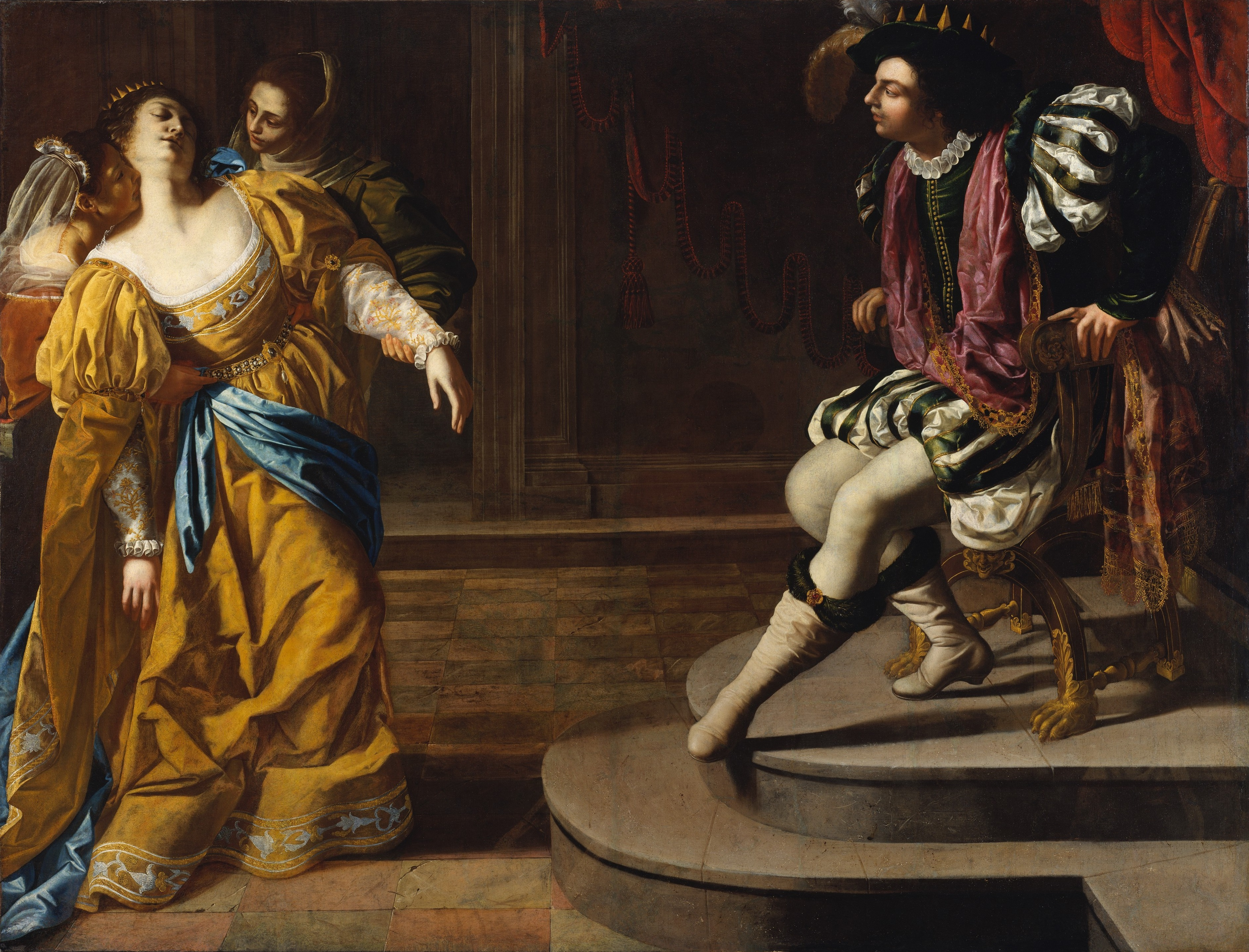
Die Ohnmacht der Esther vor Ahasuerus, Gemälde der italienischen Malerin Artemisia Gentileschi (circa 1629).

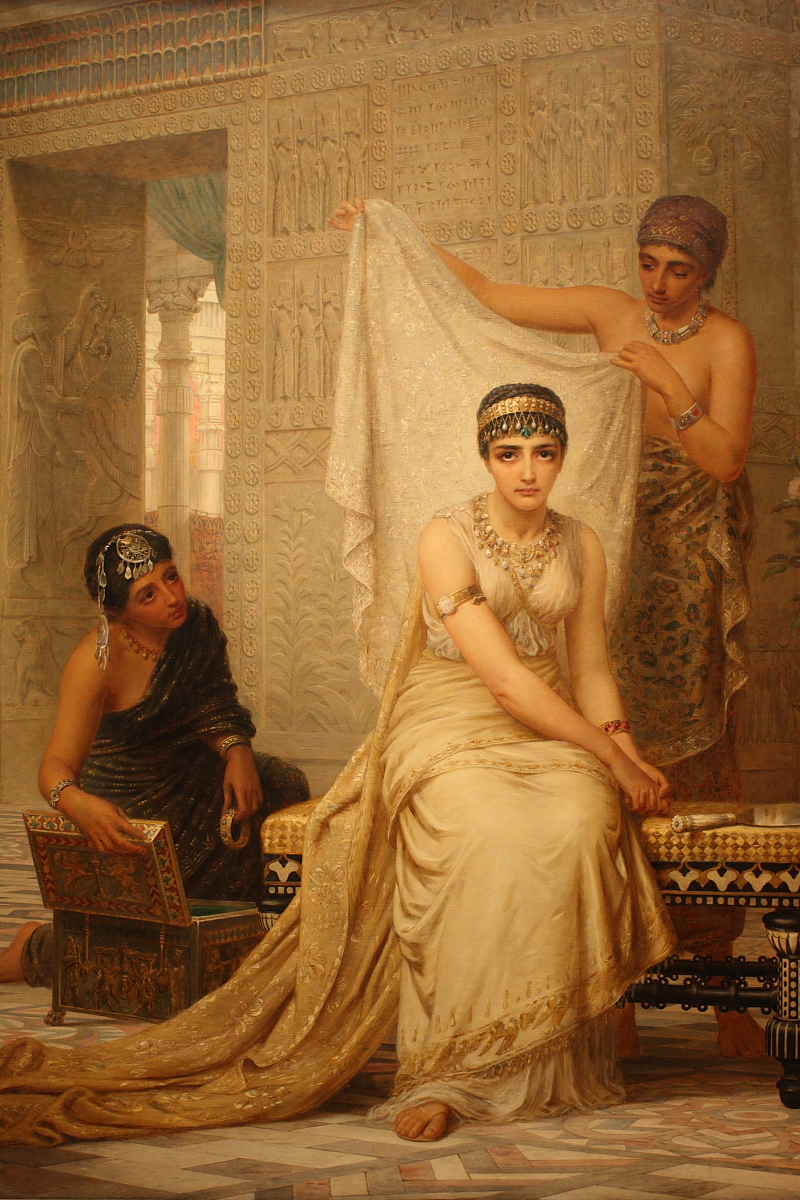
Königin Ester in Ahasuerus' Palast in Susa, Gemälde von Edwin Long (1878).

Die biblische Erzählung im Buch Ester beschreibt die Umkehrung eines geplanten Genozids (Völkermord) an den Juden im persischen Reich: Der König und sein Hofstaat fühlen sich durch das ungehorsame Verhalten der Königin Waschti beleidigt. Waschti wird vom Hof gewiesen. Es werden Jungfrauen ausgewählt, aus denen eine neue Königin ausgesucht werden soll. Die jüdische Waise Ester, die nach dem Tod ihres Vaters Abihajil von ihrem Cousin Mordechai aufgezogen wird, wird ebenfalls als mögliche Königin in den Palast gebracht. Sie wird durch ihre Anmut zur neuen Frau des persischen Königs Ahasveros, verheimlicht aber ihre jüdische Abstammung, wie es ihr Mordechai befohlen hat.
Mordechai hat einen Posten am Tor des königlichen Palastes. Dabei belauscht er zufällig die Leibwächter des Königs, die planen, diesen zu ermorden. Er warnt mit Esters Hilfe den König und erwirbt so dessen Gunst.
Mordechai ist dem höchsten Regierungsbeamten Haman allerdings ein Dorn im Auge, da er sich weigert, sich vor ihm zu verbeugen. Haman wird „Agagiter“ genannt und damit wohl als Nachkomme der Amalekiter bezeichnet (vgl. Agag), eines Israel gegenüber bereits seit dem Exodus feindlich gesinnten Volkes. Aus Wut über Mordechai nutzt Haman das Vertrauen des Königs aus und überzeugt ihn, das jüdische Volk im persischen Reich zu vernichten, da es angeblich mit seinen Riten und Gesetzen nicht zu den anderen Völkern passe. Mit königlichem Siegel wird im ganzen Reich verkündet, dass am 13. Tag des 12. Monats (Adar) die jüdische Bevölkerung samt ihren Kindern vogelfrei sei und vernichtet werden dürfe.
Ester erfährt, dass Mordechai in Trauerkleider gehüllt, mitten in Susa, einer der drei Residenzstädte Persiens, über die kommende Katastrophe wehklagt. Sie sendet Boten zu ihm, um den Grund zu erfahren. Mordechai fordert sie auf, sich für ihr Volk beim Großkönig einzusetzen. Da das Hofprotokoll bei unerlaubtem Erscheinen vor dem König die Todesstrafe vorsieht, zögert sie zunächst, nimmt aber dann das Risiko auf sich.
Der König ist gnädig, hört sich Esters Geschichte an und erkennt, dass Haman sein Vertrauen missbraucht hat. Er will nicht zulassen, dass das Volk des Mannes, der ihn einst vor dem Tode bewahrt hat, in seinem Namen vernichtet werden soll. Umgehend wird Haman an den Galgen gehängt, den er für Mordechai aufstellen ließ.

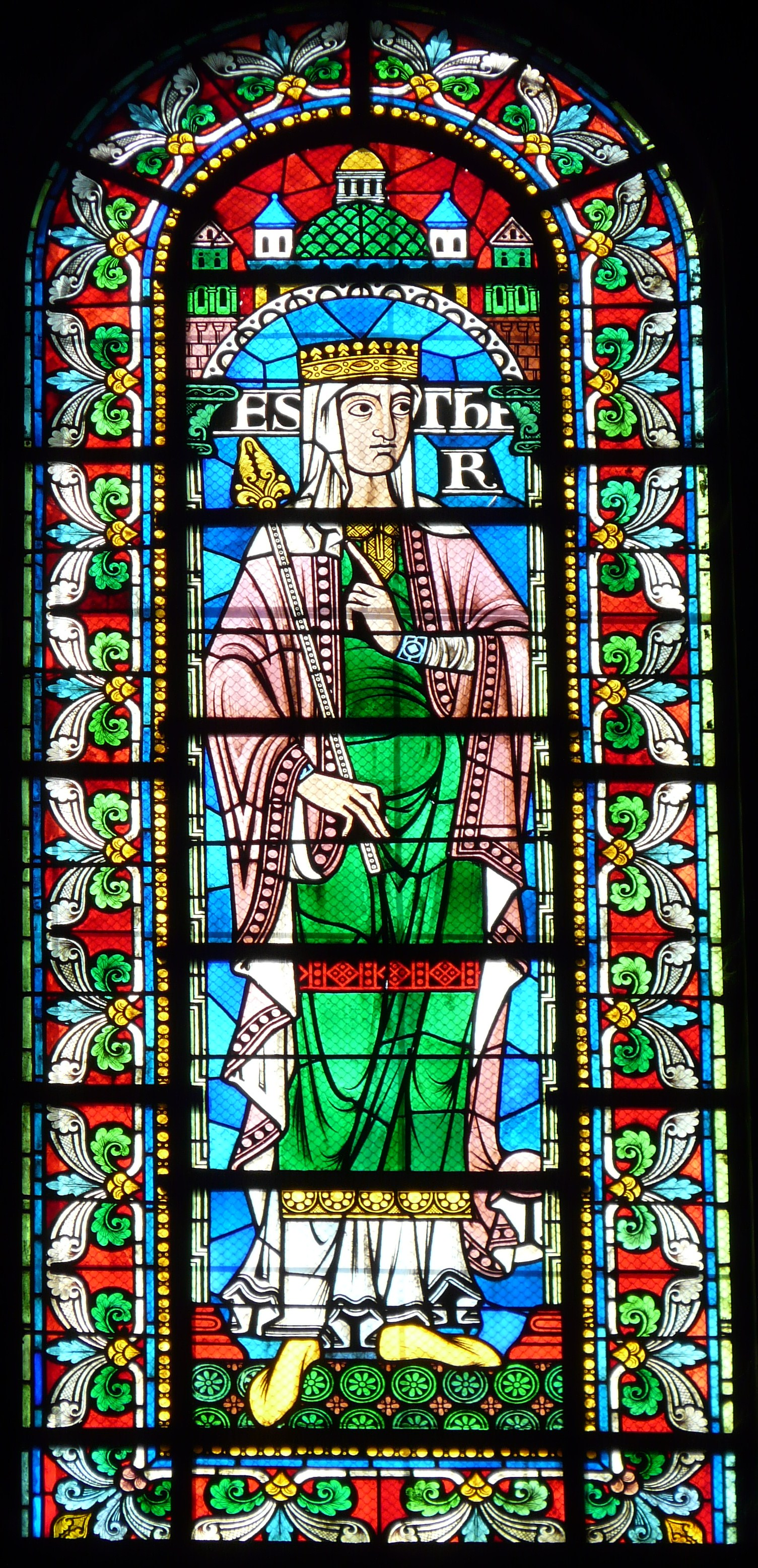
Buntglasfenster von Alfred Gérente Königin Ester, gegenüber dem Altar der Heiligen Jungfrau in der Kathedrale Saint-Front in Périgueux.

Das erste königliche Dekret kann aber nicht zurückgenommen werden, auch nicht vom König selbst. Ester und Mordechai, mittlerweile mit königlichem Siegel bevollmächtigt, erlassen deshalb ein zweites Dekret, das den Juden gestattet, an demselben 13. Adar selbst für ihr Leben zu kämpfen und nun ihrerseits ihre Feinde zu vernichten. Diese Nachricht sorgt, im Gegensatz zum vorangegangenen Dekret Hamans, in Susa für Freude und Jubel. Auf Anweisung Mordechais versammeln sich die Juden in allen Städten und töten ihre Feinde mit dem Schwert. Durch das zweite Dekret eingeschüchtert, wagt niemand mehr, das Dekret Hamans zu befolgen und sich den Juden entgegenzustellen. Aus Furcht bekennen sich viele Nichtjuden sogar zum Judentum (Est 8,17 ) – oder „gaben sich als Juden aus“ (letzteres entspricht dem hebräischen Text besser).
Am 13. Adar werden in Susa 500 Männer, die zehn Söhne Hamans und in allen 127 Provinzen 75.000 andere Männer getötet. Ester bittet den König, die Geltung des Edikts in Susa um einen Tag zu verlängern, daraufhin werden in Susa am 14. Adar weitere 300 Männer getötet. So wird aus dem geplanten Genozid an den Juden ein Massenmord an den Feinden der Juden. Der Text hebt hervor, dass die Juden sich nicht am Vermögen der getöteten Feinde bereicherten. Es ist auch nicht die Rede von der Tötung von Frauen und Kindern. Beides war im ersten Dekret gegen die Juden vorgesehen. Angesichts der damaligen Gesamtbevölkerung erscheint diese Menschenmenge dennoch sehr groß.
Zur Erinnerung an ihre Rettung durch Ester feiern die Juden das Purimfest. Purim (Plural von hebr. pur) bedeutet „Lose“. Haman habe ein Losorakel konsultiert, um den Zeitpunkt der Judenvernichtung zu ermitteln. Das Orakel erfüllte sich aber in gegenteiliger Form.
Die Midrasch versteht den Namen "Esther" im Hebräischen in der Bedeutung von „versteckt“, „verborgen“. Esther versteckte ihren jüdischen Ursprung, wie Mordechai es ihr geraten hatte.
Die Gestalt der Ester erscheint auch in bildlichen Darstellungen der Neun Guten Heldinnen, sie ist in dieser ikonografischen Reihe eine Vertreterin des Judentums.

## Historische Einordnung

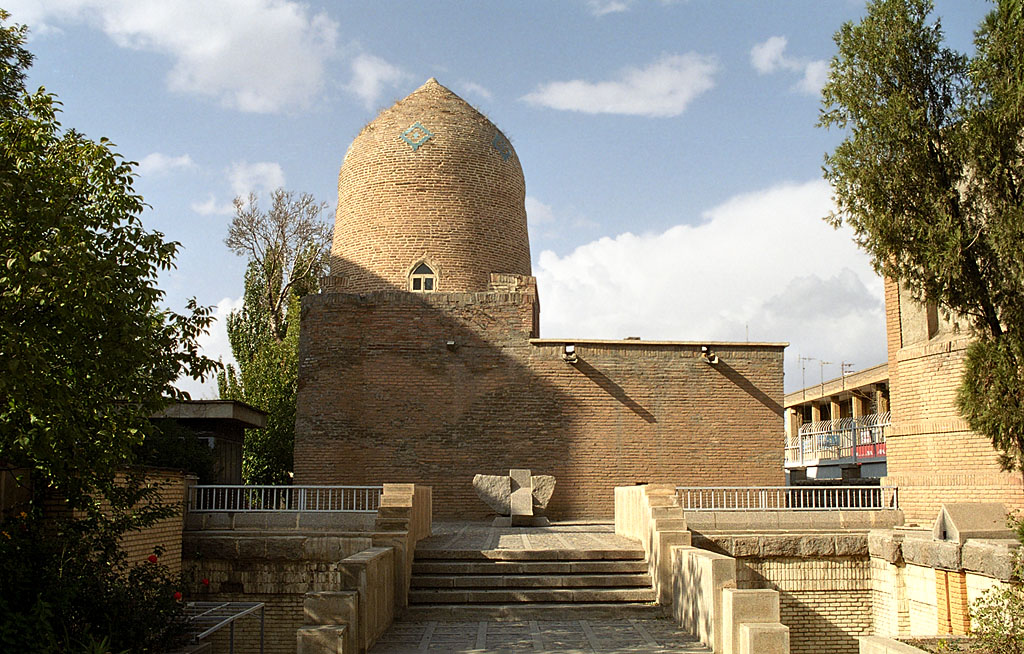
Jüdisches Mausoleum von Esther, der Frau Xerxes I., und Mordechai, Hamadan, Iran

Eine jüdische Frau des Perserkönigs Xerxes I. ist historisch so wenig nachweisbar wie Waschti und ihre Verstoßung.
Eine Verwandtschaft mit dem Namen der babylonisch/assyrischen Ischtar (und damit dem Namen der syrischen/kanaanäischen Göttin Astarte) ist möglich, da die Geschichte des Buchs in Mesopotamien, dem Sitz der damaligen persischen Hauptstadt Susa spielt. Andererseits existierte in altiranischen Sprachen, darunter im Awestischen, der Name Satār (transliteriert ST’R) mit der Bedeutung „Stern“, sodass auch hier ein Bezug zum Namen Ester hergestellt werden kann.
Eine ausführlichere Betrachtung der historischen Einordnung befindet sich im Artikel Buch Ester.

## Gedenktag
Der katholische Gedenktag ist der 24. Mai; dies ist auch der Gedenktag im Kalender der Lutherischen Kirche – Missouri-Synode. Die Orthodoxe Kirche erinnert am vorletzten Sonntag im Advent an Ester.

## Adaptionen
- Lion Feuchtwanger: Die Jüdin von Toledo. Roman. 4. Auflage. Aufbau-Taschenbuch, Berlin 2003, ISBN 3-7466-5615-X.

- An der Deutschen Oper am Rhein wurde 2008 eine Ballett-Bearbeitung des Stückes von Youri Vàmos aufgeführt. Die Musik hierzu wurde von Irmin Schmidt komponiert.
- An der Landesbühne Niedersachsen Nord wurde 2012 eine Theater-Bearbeitung des Romans von Kristo Šagor uraufgeführt. Die Regie führte Alexander Schilling.

## Verfilmung
- Das Schwert von Persien (Esther and the King, Kinofilm, 1960)
- The Thirteenth Day: The Story of Esther (Fernsehfilm, 1979)
- Die Bibel – Esther (Fernsehfilm, 1999)
- Eine Nacht mit dem König (Kinofilm, 2006)
- A História de Ester (Fernsehserie, 1998 / 2010)
- The Book of Esther (Fernsehfilm, 2013)